# 강복신
강복신(姜福信, 1916년 2월 29일~1944년 5월 26일)은 일제강점기 때 활약한 일제 강점기 조선의 단거리 육상 선수이자, 체육인이었다.

## 가족 관계와 이력
그녀의 남편은 1936년 베를린 올림픽 마라톤 금메달리스트 손기정이다.
아울러 그녀는 1944년 5월에 간장염으로 인하여 29세로 병사할 때까지 조선국에서 육상 경기의 중요성과 필요점을 역설한 문집을 집필하였지만 지금은 그 문집이 전하지는 않는다.

## 학력
- 평안남도 평양 서문공립여자고등보통학교 졸업
- 일본 도쿄 여자체육전문학교 1년 수료

## 경력
- 동덕고등여학교 교사 (체육과)